# Стафордшър
Стафордшър (на английски: Staffordshire) е историческо, административно неметрополно и церемониално графство (с различни размери) в регион Уест Мидландс. В състава му влизат 9 общини с обща площ от 2713 квадратни километра. Сред тях общината Стоук на Трент има статут на унитарна (самоуправляваща се) единица в състава на графството. Населението на областта към 2009 година е 1 067 600 жители. Административен център е град Стафорд.

## География
Графството е разположено в западната средна част на Англия и е част от официалния регион Уест Мидландс. На изток граничи с графства Дарбишър и Лестършър. На север е разположено графство Чешър. В южна посока са Уорикшър, Уест Мидландс и Уорчестършър, а на запад се намира Шропшър.
Най-големият град в областта е Стоук на Трент, който е обособен в собствена едноименна автономна община.
В северните и южните части преобладава хълмист релеф с диви бърда в най-северните територии от където идва и името на общината Стафордшър Моорландс. В тази община е разположено и най-високото селище в Британия – селото Флаш, намиращо се на 463 метра над морското равнище.
По протежение на цялото графство има големи, важни за страната находища на въглища. Почвите са предимно глинести, поради което в миналото, земеделието не е било силно развито до въвеждане на високо-механизираните ферми.
През Стафордшър протича река Трент – една от големите реки във Великобритания. По цялата територия е развита обширна мрежа от плавателни канали, сред които: „Канал Ковънтри“, „Канал Бирмингам и Фейзли“ и „Канал Трент и Мърси“.
В областта за ловджийски цели е развита специалната порода бултериер носеща нейното име – Стафордширски бултериер.
През 2009 година, край град Личфийлд е открито „Стафордшърското съкровище“, което е най-голямата находка в Британия на златни предмети с англосаксонски произход. Съкровището е датирано към периода VII – VIII век, което го причислява към кралството Мерсия, съществувало по това време на острова.

### Административно деление
| Област / графство | Община               | Община | Главен град        | Други селища          |
| ----------------- | -------------------- | ------ | ------------------ | --------------------- |
| Лестършър         | Тамуорт              |        | Тамуорт            |                       |
| Лестършър         | Личфийлд             |        | Личфийлд           | Бърнтуд, Фейзли       |
| Лестършър         | Канък Чейс           |        | Канък              | Ръджли                |
| Лестършър         | Южен Стафордшър      |        | Кодсъл             | Пенкридж, Грейт Уирли |
| Лестършър         | Стафорд              |        | Стафорд            | Стоун, Екълсхол       |
| Лестършър         | Нюкасъл ъндър Лайм   |        | Нюкасъл ъндър Лайм | Кидсгроув             |
| Лестършър         | Стафордшър Моорландс |        | Лийк               | Чийдъл, Бидълф        |
| Лестършър         | Източен Стафордшър   |        | Бъртън ъпон Трент  | Ютоксетър             |
| Лестършър         | Стоук на Трент       |        | Стоук на Трент     |                       |

## Демография
Изменение на населението на графството (заедно с независимата община Стоук он Трент) за период от две десетилетия 1991-2009 година:
| година    | 1991      | 2001      | 2009      |
| --------- | --------- | --------- | --------- |
| население | 1 029 917 | 1 047 380 | 1 067 600 |

Разпределение на населението по общини към 2001 година:
| Община               | Площ km2 | Население | Гъстота (жители/km2) |
| -------------------- | -------- | --------- | -------------------- |
| Тамуорт              | 30.85    | 74 531    | 2416                 |
| Личфийлд             | 331.30   | 93 232    | 281                  |
| Канък Чейс           | 78.88    | 92 126    | 1168                 |
| Южен Стафордшър      | 407.32   | 105 896   | 260                  |
| Стафорд              | 598.17   | 120 670   | 202                  |
| Нюкасъл ъндър Лайм   | 210.96   | 122 030   | 578                  |
| Стафордшър Моорландс | 575.85   | 94 489    | 164                  |
| Източен Стафордшър   | 386.96   | 103 770   | 268                  |
| Стоук он Трент       | 93.45    | 240 636   | 2575                 |
| общо                 | 2713.74  | 1 047 380 | 386                  |